# Chế Thanh
Chế Thanh (sinh ngày 12 tháng 6 năm 1967) là ca sĩ người Việt Nam, chuyên dòng nhạc vàng và nhạc trữ tình nói chung. Sinh ra trong một gia đình gồm nhiều nghệ sĩ cải lương, Chế Thanh từng theo đuổi bộ môn này và đoạt Huy chương vàng Hội diễn Sân khấu chuyên nghiệp toàn quốc Việt Nam vào năm 1990. Về sau anh chuyên tâm biểu diễn tân nhac hoặc nhạc Phật giáo, đồng thời sáng tác nhiều thể loại từ tân nhạc đến vọng cổ.

## Tiểu sử
Chế Thanh tên thật đầy đủ là Thái Chế Thanh, sinh ngày 12 tháng 6 năm 1967 tại Sài Gòn. Anh sinh ra trong gia đình nghệ sĩ cải lương, có cha là soạn giả Thái Quốc Nam; mẹ là nghệ sĩ kiêm trưởng đoàn Bạch Hoa Liên, còn anh trai từng là nghệ sĩ cải lương của đoàn Minh Tơ.
Anh bắt đầu tham gia ca hát nghiệp dư từ thời còn là học sinh bậc trung học phổ thông, tham gia phong trào Ca khúc Chính trị. Tốt nghiệp, anh thi vào Trường Nghệ thuật sân khấu 2, chung khóa 4 với các nghệ sĩ Nhật Cường, Hoàng Sơn.
Năm 1990, anh giành huy chương vàng trong Hội diễn Sân khấu chuyên nghiệp toàn quốc. Tuy vậy, anh chỉ theo bộ môn cải lương trong vài năm rồi quay về chuyên tâm tân nhạc, được biết đến nhiều qua loạt băng video Mưa bụi của Hãng phim Trẻ và Kim Lợi Studio trong thập niên 1990. Thính giả biết đến Chế Thanh qua những bài như "Lời đắng cho một cuộc tình" (Nhật Ngân), "Chuyện tình dang dở" (Mộng Long), "Tình đã bay xa" (Hàn Châu), "Chuyện hợp tan" (Quốc Dũng & Nguyễn Đức Cường), "Vó ngựa trên đồi cỏ non" (Giao Tiên),... Một thời anh là giọng ca ăn khách, khuấy động sân khấu ca nhạc miền Tây Nam Bộ. Về sau anh còn làm đạo diễn video nhạc, sản xuất album hay đào tạo các ca sĩ mới.
Những năm sau này, anh tham gia một số hoạt động lạc quyên của các tu sĩ Phật giáo và hát nhạc đạo, thông qua Công ty TNHH CTC do anh điều hành để tổ chức một số đêm diễn Đạo và đời gây quỹ. Anh có tham gia vài chương trình trò chơi truyền hình.
Chế Thanh đã kết hôn và có ba con; một trong số này có tham gia ca hát, tên là Phạm Thủy Tiên.

## Album
Danh sách này không đầy đủ, bạn cũng có thể giúp mở rộng danh sách.
| - Liên khúc mùa xuân cho em (1993) - Về đây bên nhau (1993) - Bên ngõ lý chiều chiều (1994) - Chuyện chúng mình (với Thạch Thảo, 1994) - Tình bọt nước (với Tài Linh, 1994) - Có em về (1994) - Tình nhỏ mau quên (1994) - Liên khúc Tình yêu 2 (1996) - Còn gì đâu em (với Minh Chánh, 1996) - Em (với Chế Phong, 1996) - Anh hãy về đi (1997) - Nhẫn cỏ cho em (với Thùy Trang, 1997) - Tình tuổi ô mai (song ca nhiều ca sĩ, 1997) - Trên đồi cỏ non (Nhẫn cỏ 2, 1998, Hoàng Đỉnh sản xuất) - Điệu buồn phương Nam (Nhẫn cỏ 3, 1998) - Trộm nhìn nhau (Nhẫn cỏ 4, 1998) - Sầu lẻ bóng (Nhẫn cỏ 5, với Trung Hậu, 1998) - Gõ cửa trái tim (Nhẫn cỏ 6, với Trung Hậu, 1998) - Nỗi buồn sa mạc (Nhẫn cỏ 7, 1998) - Linh hồn tượng đá (Nhẫn cỏ 8, 1998) - Chắc không bao giờ (Nhẫn cỏ 9, 1999) - Bài ca đất phương Nam (với Trung Hậu, 2000) - Nhật ký đời tôi (với Thùy Trang) - Hãy yêu tôi (chung với Thùy Trang, Thạch Thảo) | - Tình hững hờ (với Hương Lan) - Phật đang trong ta (DVD) - Dòng nhạc Việt (chuỗi video): "Tâm sự đời tôi", "Đợi tôi về", "Nhành cây trứng cá", "Trách ai vô tình" Hải ngoại phát hành - Liên khúc xuân (Mưa Hồng 139) - Bên ngõ lý chiều chiều (1994, Mưa Hồng 207) - Đêm cắm câu (với Bích Phượng, 1994, Mưa Hồng 210) - Đêm cắm câu (với Thạch Thảo, Mưa Hồng 216) - Tình em ngày đó (với Tài Linh, Mưa Hồng 268) - Tìm mãi thương yêu (1996, Mưa Hồng 309) - Còn nhớ không em (1995, Hoa Phượng) - Đôi mắt người xưa (1995, Phù Sa) - Trái mồng tơi (1995, PGP 30, tái bản Mimosa 57) - Gánh tương tư (với Hoài Sơn, Phương Thanh, 1995, Mimosa 68) - Tận cùng nỗi nhớ (với Yến Khoa, 1996, Mimosa 98) |

## Sáng tác
Danh sách này không đầy đủ, bạn cũng có thể giúp mở rộng danh sách.
| Tân nhạc - Bé yêu - Café đắng - Cao nguyên nhớ em - Chiều bên ngôi Tam Bảo - Chuyện thường tình - Chiếc cầu ước mơ - Chiếc phone buồn - Cung đàn có em - Dứt khoát phải là tôi - Đỉa đeo chân hạc - Đốt lá thư tình - Đời vui lên em - Hát cho người tình - Honey - Kiếp lãng du - Khi biển Đông dậy sóng - Lắc bầu cua - Ngang trái - Nhịp giày đơn côi - Tình em ngày đó - Tình phu thê - Tiếng sét ái tình - Viết thư tình nhớ - Xin hỏi thượng đế một lời - Yêu em câu hò | Vọng cổ - Công tử Bạc Liêu - Đức Phật và tên tử tội - Yêu chị Hai Lúa |